# Тимофеев, Григорий Тимофеевич (писатель)
Григо́рий Тимофе́евич Тимофе́ев (21 января 1878, Старая Тюрлема, Казанская губерния — 17 октября 1937, Абдулино, Оренбургская область) — чувашский писатель и этнограф.

## Биография
Родился 21 января 1878 года в деревне Старая Тюрлема Чебоксарского уезда Казанской губернии (ныне Козловский район Чувашии) в крестьянской семье. Отец его, кроме крестьянства, занимался также бурлачеством.
Обучался сперва в сельской школе, позже закончил Симбирскую чувашскую учительскую школу (учился там с 1891 года), сдал экстерном экзамен на звание учителя в Казанской учительской семинарии. В 1896 году его в качестве школьного учителя посылают в село Альшеево Симбирской губернии (ныне Буинский район Татарстана).
Во время работы в Альшеево он много путешествует по окрестным деревням, записывал много фольклорных материалов, собирал материалы для сборника этнографических очерков «Тăхăрьял» (рус. Девятиселье) — главного труда писателя, важного этнографического произведения по культуре чувашского народа. В 1899 году совершает путешествие по маршруту «Альшеево — Буинск — Яльчики — Цивильск — Чебоксары — Старая Тюрлема — Альшеево» — по местам, населённым чувашами и другими народами Поволжья. В 1903 году посылает рукописи произведения в Симбирскую чувашскую школу, откуда вскоре получает одобрительные комментарии Н. И. Ашмарина, Н. В. Никольского, М. Петрова-Тинехпи и других деятелей чувашской культуры. Следует отметить, что с Н. И. Ашмариным писатель сотрудничал и раньше: в 1901 году именно ему он отправляет рукописи с черновыми вариантами очерков за получением советов по написанию, а в июле 1902 года помогает ему в изучении синтаксиса чувашского языка. В 1908 году становится священником, с апреля 1915 года работает в церкви села Топки Щегловского уезда Томской губернии, куда он переезжает со всей семьёй (территория современной Кемеровской области). В 1923 году возвращается в село Альшеево и через два года отрекается от священнического сана. С 1925 по 1927 годы живёт в Чебоксарах (по улице Жуковской, 9); работает переводчиком (в группе переводчиков Чувашгиза), делопроизводителем-архивариусом в НКВД Чувашской АССР, работником республиканского Центрархива. В 1927 году был назначен на должность преподавателя чувашеведения в школу 2-й ступени города Цивильск. В 1929 снова переезжает в Сибирь, где в разных школах работает учителем русского и чувашского языков. Был арестован по подозрению в участии в 1919 году в деятельности контрреволюции, посажен на два года в тюрьму. По освобождении работает в различных школах городов Кемерово и Новокузнецк, в чувашских сёлах Оренбургской области (Степановка Первая, Нижний Курмей).
22 июня 1937 года прокуратурой Абдулинского района, будучи названным «врагом народа», был арестован, заключён в Бугурусланский дом предварительного заключения (ДПЗ). 9 октября тройка Управления НКВД Оренбургской области вынесла ему приговор с высшей мерой наказания. Г. Т. Тимофеев был расстрелян в городе Абдулино Оренбургской области в 24 часа 17 октября 1937 года. После инициирования пересмотра дела дочерью писателя, учительницей Ниной Тимофеевой, полностью реабилитирован Президиумом Суда Оренбургой области 14 декабря 1967 года.

## Творчество

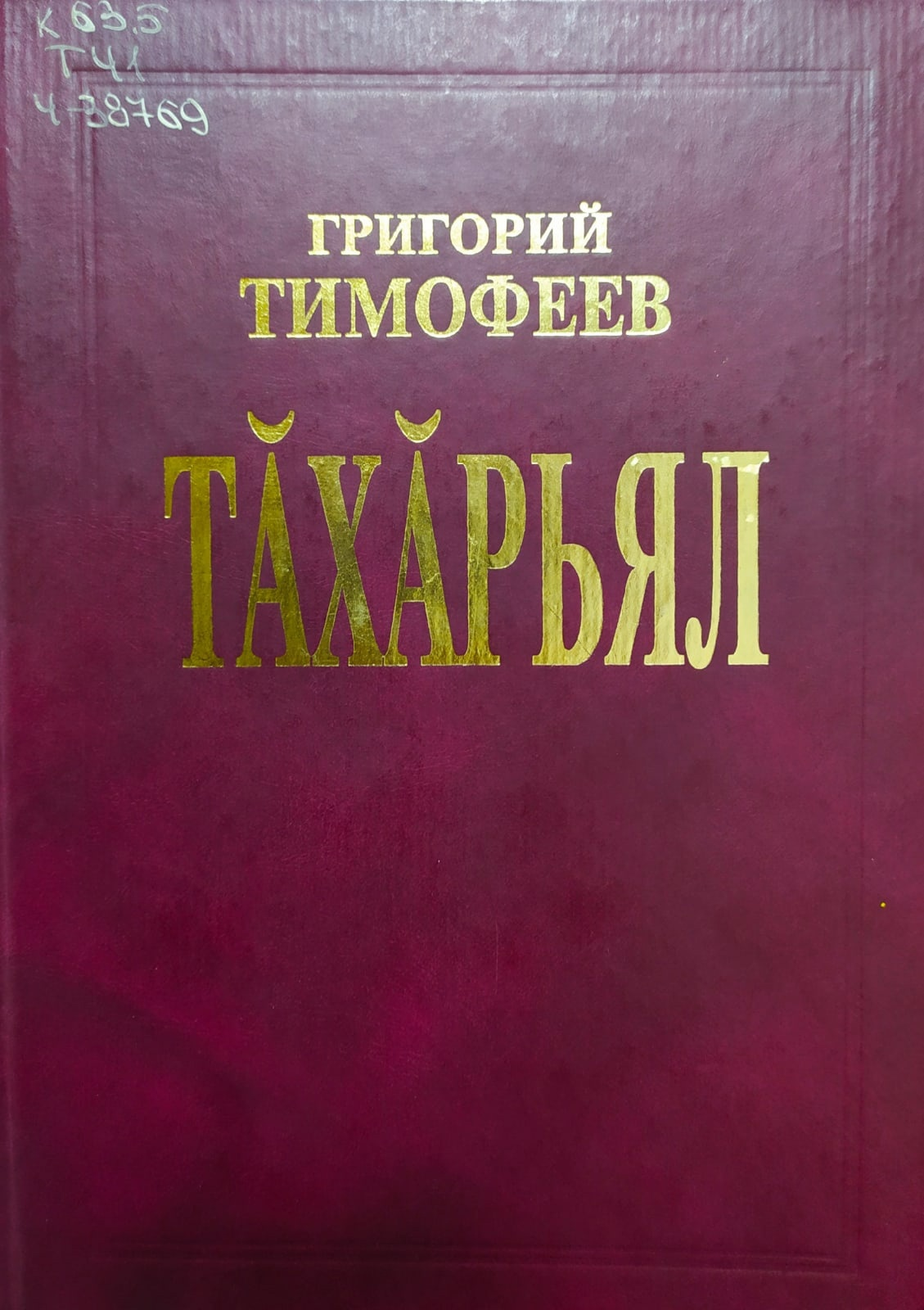
Книга «Тăхăрьял»

Главный литературный труд Г. Т. Тимофеева — сборник этнографических очерков и фольклорных материалов «Тӑхӑрьял», где подробно описываются народные обряды и фольклор девяти чувашских деревень нынешнего Буинского района Республики Татарстан (составляют единое урочище «Тӑхӑр ял»), мировоззрение и быт их жителей. Писатель кропотливо собирал сказки, легенды, предания, пословицы и загадки, наблюдал за бытом населения, обрядами и обычаями.
Часть его труда — «Образы мотивов чувашских народных песен и тексты к ним» — по инициативе И. Я. Яковлева была опубликована ещё в 1908 году. Однако полностью важнейшее для изучения культуры чувашского народа произведение было опубликовано лишь в 1972 (повторно издано в 2002 году) — после реабилитации автора. До этого рукопись несколько десятков лет пролежала в местном краеведческом музее.

«…он вызвал бы некоторые подражания или вообще был бы полезен в том отношении, что внёс некоторые „новые элементы мышления“ в голове иных интеллигентных чуваш, почти уже не знающих своего родного быта или мало им интересующихся…»— Н. И. Ашмарин о произведении Г. Г. Тимофеева «Тăхăрьял»

## Семья
Женился на Дарье Никифоровне — девушке из села Альшеево Симбирской губернии, где он работал школьным учителем. У четы впоследствии родились 12 детей, шестеро из которых умерло в малолетстве. В семье выросли Сергей (1901), Анна (1904), Зоя (1911), Александра (1914), Нина (1924), Аркадий (1933).

## Личность
Из дневниковых записей писателя со времён его учительствования в селе Альшеево можно узнать о его огромной любви к путешествиям.
Анкета, заполненная Г. Т. Тимофеевым при его поступлении на работу в архив, свидетельствует о том, что он, помимо чувашского и русского, владел и татарским языком, а также понимал мордовскую речь.

## Галерея

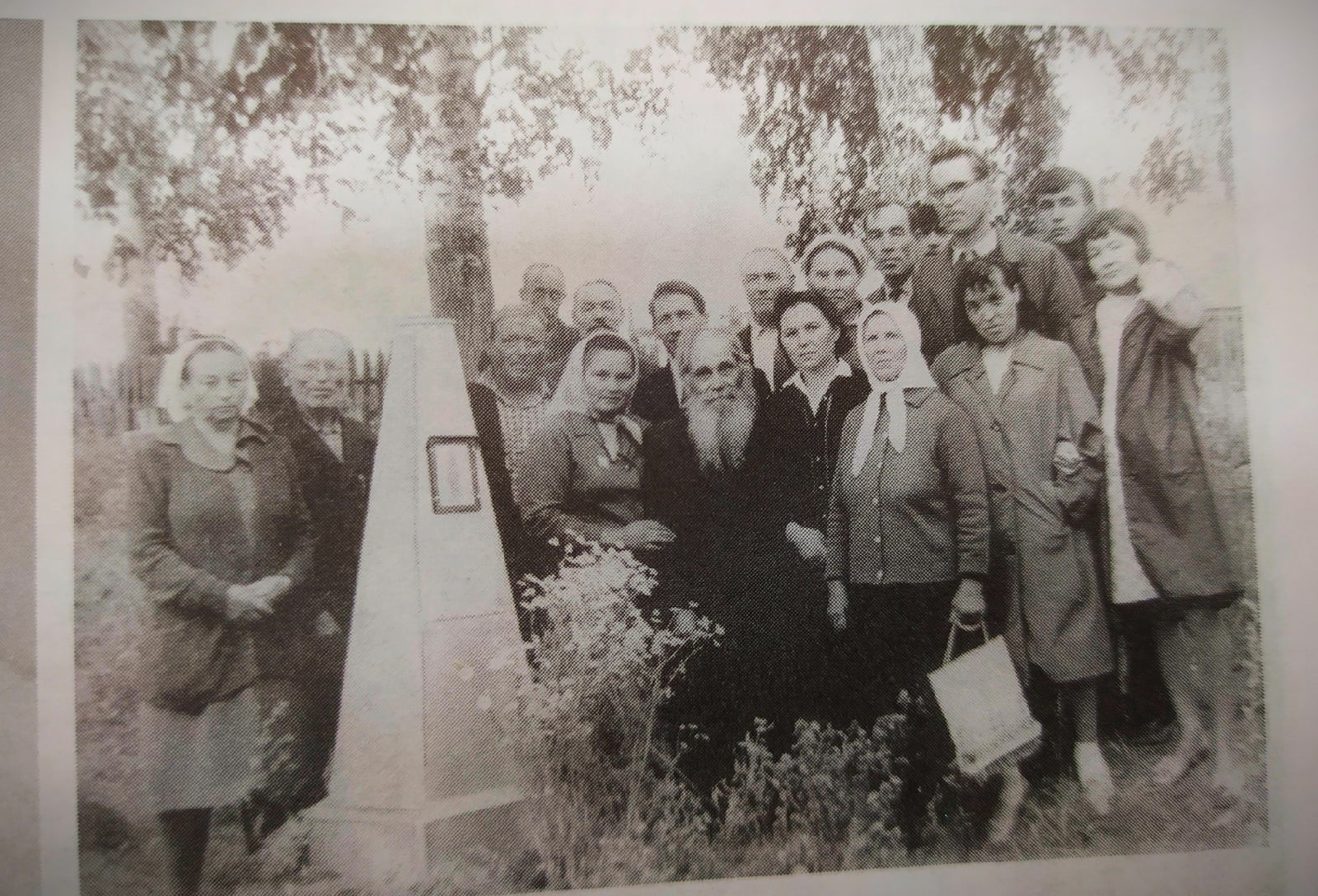
Памятник в честь писателя в его родной деревне